# Східна Нова Британія
5°10′4″ пд. ш. 151°45′0″ сх. д. / 5.16778° пд. ш. 151.75000° сх. д.
Східна Нова Британія (англ. East New Britain, ток-пісін Is Niu Briten) — провінція Папуа Нової Гвінеї, розташована в північно-східній частині острова Нова Британія, а також включає в себе острови Дьюк-оф-Йорк. Адміністративний центр — місто Кокопо (39 014 осіб — 2013), яке знаходиться недалеко від колишньої столиці провінції, міста Рабаул, яке сильно потерпіло в результаті вулканічного виверження 1994 року.

## Географія
Загальна площа провінції — 15 724 км², більша частина з якої являє собою гористі райони, вкриті густими тропічними лісами. Чисельність населення Східної Нової Британії — 220 133 осіб (2000). Місцеві жителі розмовляють на шістнадцяти корінних австронезійських мовах, найпоширенішою з який є мова куануа. Багато жителів вільно спілкуються англійською мовою. Основу місцевої економіки становить сільське господарство. Для експорту виробляються какао та копра. Активно розвивається туризм.

## Населення
За результатами перепису населення у 2000 році чисельність жителів становила 220 133 осіб, що відповідало 10-му місцю серед провінцій країни. За переписом 2011 року населення провінції становило 328 369 осіб (11-те місце).
| 1980    | 1990     | 2000     | 2011     |
| ------- | -------- | -------- | -------- |
| 133 197 | ▲185 459 | ▲220 133 | ▲328 369 |

## Історія
Перші ради місцевого самоврядування з'явилися в регіоні ще в колоніальний період. В 1960–1970 роках вони були об'єднані в три великі ради — Газель, Грейтер-Тома та Менген. В 1976 році була сформована провінція Східна Нова Британія, в якій став діяти провінційний уряд у складі шістнадцяти осіб.
Перші люди оселилися в районі сучасної провінції близько 12 тисяч років тому. Представники племені толай, які складають дві третини населення Східної Нової Британії, які заселили цей регіон, імовірно, є вихідцями з південної частини острова Нова Ірландія. Європейськими першовідкривачами тутешніх земель стали німецькі мандрівники та торговці, які вже у 1874 році оселилися на острові Міоко (входить до складу островів Дьюк-оф-Йорк). Займалися вони переважно торгівлею, або організацією місцевих плантацій по вирощуванню кокосових пальм, плоди яких використовували для виробництва копри, що йшла на експорт. Перша плантація в регіоні з'явилася в 1883 році недалеко від сучасного міста Кокопо. В 1884 році німці підняли над островом Матупіт прапор Німецької імперії, оголосивши Нову Гвінею підопічною територією. В 1899 році було відкрито представництво німецької колоніальної влади в місті Хербертсхое (сучасний Кокопо), яке в 1910 році було переведено в місто Рабаул.
В 1914 році острів Нова Британія перейшов під контроль Австралії, яка з 1921 року управляла ним як частиною підопічної території за мандатом Ліги націй. Тоді Рабаул став столицею підопічної Території Нова Гвінея. У роки Другої світової війни на території провінції велися великі бої австралійських та американських військ з озброєними силами Японії, які, тим не менше, були повністю розгромлені до 1945 року.
В 1966 році острів Нова Британія був розділений на провінції Східна та Західна Нова Британія. З 1975 року вони є частиною незалежної держави Папуа Нова Гвінея.